# Massacro di Peterloo
Con l'espressione di massacro di Peterloo si indica la sanguinosa repressione operata da vari reparti dell'esercito britannico di una grande manifestazione popolare organizzata a Manchester il 16 agosto 1819, in località St. Peter's Field (da cui il nome, ricalcato ironicamente dal Manchester Observer su quello di Waterloo, data la presenza, tra i soldati che spararono, di alcuni veterani che avevano partecipato alla celebre battaglia). Durante un comizio pacifico convocato per chiedere al parlamento britannico una riforma elettorale, una folla di circa 80.000 persone fu dispersa con la forza da reparti di cavalleria che provocarono tra gli undici e i quindici morti e diverse centinaia di feriti.
La fine delle guerre napoleoniche nel 1815 aveva portato a periodi di carestia e disoccupazione, e questa situazione fu esacerbata dall'introduzione di dazi sull'importazione di derrate agricole, le Corn Laws. All'inizio del 1819, la pressione generata dalla povertà, insieme alla mancanza del diritto di voto nell'Inghilterra settentrionale, aveva rafforzato il radicalismo politico. In risposta, la Manchester Patriotic Union, un gruppo politico che propugnava la riforma parlamentare, organizzò una manifestazione con il noto oratore radicale Henry Hunt.
Poco dopo l'inizio della riunione, i magistrati locali ordinarono ai riservisti del Manchester and Salford Yeomanry di disperdere la folla e arrestare Hunt e tutti gli altri sul palco insieme a lui. La cavalleria caricò la folla arrestando Hunt dopo aver travolto una donna uccidendole il figlio. Poco dopo il presidente dei magistrati del Cheshire William Hulton inviò il 15th The King's Hussars a disperdere la folla. Nella carica con le sciabole sguainate, almeno quindici persone persero la vita e altre 400-700 rimasero ferite nel conseguente parapìglia.
Lo storico Robert Poole definì il Massacro di Peterloo uno dei momenti più sanguinosi della sua epoca. In quel tempo, i giornali londinesi e nazionali diffusero l'orrore patito nella regione di Manchester, ma l'effetto immediato di Peterloo fu di portare il governo a sopprimere ogni assembramento che invocasse riforme radicali, con l'approvazione di ciò che divenne noto come i Six Acts. Tra le conseguenze ci fu la fondazione del Manchester Guardian (oggi The Guardian), ma ebbe ben pochi effetti sul tenore delle riforme.
In un sondaggio condotto da The Guardian nel 2006, Peterloo è stato votato al secondo posto, dietro i dibattiti di Putney, tra gli eventi della storia radicale britannica che meriterebbero maggiormente di essere ricordati con un monumento o un memoriale. Dal 2007 l'evento è commemorato da una targa vicina al sito, in sostituzione di una precedente targa blu che era stata criticata come inadeguata in quanto non rifletteva la reale entità del massacro.

## Contesto storico

### Suffragio
Nel 1819, il Lancashire era rappresentato da due membri del Parlamento (MP). Il voto era limitato ai maschi adulti proprietari terrieri con un valore annuo di rendita pari a 40 scellini o più, l'equivalente di circa 115 sterline al cambio del 2017 e i voti non potevano che essere espressi presso la città di Lancaster, da una dichiarazione in pubblico tenuta in tribuna. I confini dei collegi elettorali uninominali erano obsoleti, e molti di essi, quelli relativi ai cosiddetti "borghi putridi" (rotten boroughs), si erano talmente spopolati nel corso dei secoli tanto da mantenere una rappresentanza parlamentare sproporzionata rispetto al numero di elettori: nell'Old Sarum in Wiltshire, con un elettore, si eleggevano due parlamentari, come accaddeva a Dunwich nel Suffolk che già agli inizi del XIX secolo era addirittura franato in mare. Al contrario, centri urbani quali Manchester, Salford, Bolton, Blackburn, Rochdale, Ashton-under-Lyne, Oldham e Stockport, con una popolazione complessiva di quasi un milione di persone, erano rappresentati da uno dei due MP del Lancashire, da entrambi quelli del Cheshire nel caso di Stockport. In confronto, più della metà di tutti i parlamentari veniva votata da un totale di soli 154 proprietari dei "borghi putridi". Nel 1816, nel libro The Representative History of Great Britain and Ireland; being a History of the House of Commons, and of the Counties, Cities, and Boroughs of the United Kingdom from the earliest Period, Thomas Oldfield sosteneva che i 515 deputati per l'Inghilterra e i 351 per il Galles erano eletti con il patrocinio di 177 persone e altri 16 con il patrocinio diretto del governo: tutti e 45 i parlamentari scozzesi dovevano i loro seggi al patrocinio. Queste disuguaglianze condussero alla rivendicazione di una riforma politica.

### Condizioni economiche
Dopo la fine delle guerre napoleoniche nel 1815, un breve boom nella produzione tessile fu seguito da periodi di cronica depressione economica, in particolare tra i tessitori e i filatori di tessuti (il commercio tessile era concentrato nel Lancashire). Tessitori che avrebbero potuto aspettarsi di guadagnare 15 scellini a settimana nel 1803, videro i loro salari tagliati a soli 5 scellini dal 1818. Gli industriali, che tagliavano i salari senza offrire una contropartita, attribuivano la colpa alle leggi di mercato generate dalle scosse di assestamento delle guerre napoleoniche. Ad aggravare le questioni contribuirono le Corn Laws, la prima delle quali approvata nel 1815, che imponevano un dazio sul grano estero, nel tentativo di proteggere i produttori di grano britannici. Il costo del cibo aumentò poiché la gente fu costretta ad acquistare il grano britannico, più costoso e di qualità inferiore, e si susseguirono periodi di carestia e di disoccupazione cronica, aumentando il desiderio di una riforma politica sia in Lancashire che nel paese in generale.

### Riunione radicale di massa a Manchester
Le condizioni economiche del 1817 portarono alla costituzione di un gruppo, che divenne noto come Blanketeers, che si propose di organizzare una marcia da Manchester a Londra in modo da presentare una petizione al principe reggente, il futuro Giorgio IV, per la riforma parlamentare: una folla di 25.000 persone che comprendeva 5.000 uomini che intendevano marciare uniti verso St. Peter's Fields. Dopo la lettura pubblica del Riot act da parte dei magistrati, la folla fu dispersa dalle King's Dragoon Guards. I capofila della manifestazione vennero arrestati e successivamente rilasciati poiché le gravi accuse contro di loro non erano fondate. Nel mese di aprile 1819 tre leader dei Blanketeers furono condannati per sedizione e cospirazione dopo che diversi testimoni avevano sostenuto che essi avevano incoraggiato le principali città del Regno ad eleggere i rappresentanti di una Convenzione Nazionale per reclamare i propri diritti e avevano dichiarato che, se avessero ottenuto un rifiuto, si sarebbero riuniti in armi a Stockport nel settembre 1818.
All'inizio del 1819 la pressione generata dalle misere condizioni economiche era al suo apice e aveva aumentato il desiderio di radicalismo politico fra i tessitori di cotone del Lancashire del sud. Nel gennaio 1819, una folla di circa 10.000 persone si riunì a St Peter's Fields per ascoltare l'oratore radicale Henry Hunt, invitando il principe reggente a scegliere ministri che abrogassero le Corn Laws. Il raduno, avvenuto in presenza della cavalleria, si svolse senza incidenti.
Nel luglio 1819, i magistrati della città scrissero a Lord Sidmouth avvertendolo che ritenevano che fosse imminente una 'sollevazione generale', poiché il "profondo disagio delle classi manifatturiere" veniva manipolato dalla "illimitata libertà della stampa" e "dalle menzogne di pochi demagoghi" disperati durante le riunioni settimanali. "Non possedendo alcun potere per impedire gli incontri", i magistrati ammettevano di non essere in grado di arginare le dottrine che venivano diffuse.

### Riunione di agosto
In questo contesto, fu organizzata dall'Unione Patriottica di Manchester una "grande assemblea", formata da radicali del Manchester Observer. Il fondatore del giornale Joseph Johnson era il Segretario dell'unione e scrisse a Henry Hunt chiedendogli di presiedere un incontro a Manchester il 2 agosto 1819. Johnson scrisse:
All'insaputa di Johnson e Hunt, la lettera fu intercettata da spie governative e copiata prima di essere inviata alla sua destinazione. Il testo venne interpretato come il progetto di un'insurrezione, e il governo rispose inviando il 15th Hussars a Manchester.

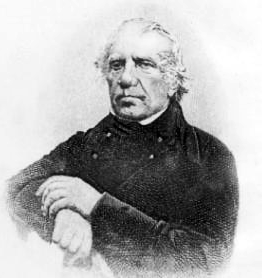
Samuel Bamford guidò un gruppo di suoi concittadini di Middleton a St. Peter's Field. A seguito del suo arresto per "incitazione alla rivolta", Bamford emerse come voce principale del movimento per le riforme radicali.

La riunione pubblica di massa prevista per il 2 agosto venne posticipata al 9 agosto. Il Manchester Observer riferì che era stata chiamata "a prendere in considerazione il modo più veloce ed efficace di ottenere una Riforma radicale nella Camera dei Comuni del Parlamento" e "di considerare il diritto degli 'Abitanti non Rappresentati di Manchester' di eleggere una persona per rappresentarli in Parlamento. I magistrati, guidati da William Hulton, erano stati avvisati dal Segretario di Stato per gli affari interni in carica, Henry Hobhouse, di come "l'elezione di un membro del parlamento senza l'atto del re" fosse una grave infrazione, incoraggiandoli a dichiarare illegale l'assemblea già non appena era stata annunciata il 31 luglio. I radicali stessi cercarono un secondo parere sulla legalità della riunione, secondo cui "L'intenzione di scegliere i rappresentanti, in contrasto alla legge vigente, tende notevolmente a rendere sedizioso il previsto Meeting; in tali circostanze sarebbe ritenuto giustificabile per i magistrati proibire tale riunione".
Il 3 agosto Hobhouse trasmise il parere del Procuratore Generale secondo il quale non era corretto che i magistrati dichiarassero illegale il meeting del 9 agosto per "considerare" l'elezione di un rappresentante e che non era illegale tanto "l'intenzione" di eleggere un parlamentare quanto l'esecuzione di tale intenzione. Il 4 agosto Hobhouse sconsigliò qualsiasi tentativo di impedire preventivamente con forza la riunione del 9 agosto se fosse andata avanti, o fare qualcosa di diverso dal raccogliere prove per il successivo procedimento, a meno che l'incontro non sfuggisse di mano:
La riunione del 9 agosto fu rinviata dopo che i magistrati la bandirono per scoraggiare i radicali ma Hunt e i suoi seguaci erano decisi a radunarsi e fu organizzato un incontro per il 16 agosto, con lo scopo dichiarato "di considerare la proprietà di adottare i mezzi più LEGALI ed EFFICACI per ottenere una riforma nella Camera dei Comuni del Parlamento".
La stampa aveva deriso le precedendti riunioni degli operai a causa del loro aspetto sporco e cencioso e della loro condotta disorganizzata, ma questa volta gli organizzatori erano determinati a fare in modo che coloro che avessero partecipato alla riunione di St. Peter's Field, fossero abbigliati in maniera decorosa e marciassero all'evento in maniera ordinata. Samuel Bamford, un radicale locale che conduceva il contingente di Middleton, scrisse che "Era opportuno che questo incontro fosse efficace, e, che dovesse esibire uno spettacolo come non era mai stato testimoniato in Inghilterra". Furono date precise istruzioni ai vari comitati che formavano i contingenti che "La pulizia, la sobrietà, l'ordine e la pace" e "il divieto di utilizzo di tutte le armi di offesa o di difesa" dovevano essere osservati durante la manifestazione. Ogni contingente venne addestrato e preparato nei campi delle borgate intorno a Manchester, aumentando le preoccupazioni delle autorità. Il 3 agosto fu inviato a Manchester un proclama reale che proibiva l’addestramento ma il 9 agosto un informatore riferì ai magistrati di Rochdale che a Tandle Hill il giorno precedente, 700 uomini si stavano "esercitando in compagnie" e "compiendo le evoluzioni solite di un reggimento" mentre uno spettatore aveva riferito che gli uomini "erano in grado di combattere con qualsiasi truppa regolare, se solo loro avessero imbracciato le armi".

## Assemblea

### I preparativi
Il St. Peter's Field era un appezzamento di terra aperto, nei pressi di Mount Street, che stava venendo ripulito per consentire la creazione dell'ultima sezione di Peter Street allora in via di completamento. Mucchi di sottobosco erano stati collocati alla fine del campo più vicino alla Friends Meeting House, ma il resto del campo era libero. Thomas Worrell, assistente perito per la pavimentazione di Manchester, arrivò a ispezionare il campo alle ore 7:00. Il suo lavoro consisteva nel rimuovere tutto ciò che potesse essere utilizzato come arma e allo scopo portò via circa "un quarto di un carico di pietre".
Lunedì, 16 agosto 1819, era una calda giornata estiva, con un cielo azzurro senza nuvole. Il bel tempo quasi certamente aumentò la dimensione della folla in modo significativo; marciare dalle città limitrofe nel freddo e nella pioggia sarebbe stata infatti per i partecipanti una prospettiva molto meno attraente.
I magistrati di Manchester si incontrarono alle ore 9:00, a colazione presso lo Star Inn sulla Deansgate, la via principale di Manchester, per discutere che azioni intraprendere all'arrivo alla riunione di Henry Hunt. Alle ore 10:30 giunti a nessuna conclusione, si trasferirono in una casa all'angolo sud-est del St. Peter's Field, da dove decisero di osservare la riunione. 
Erano preoccupati che sarebbe finita in una sommossa, o anche in una ribellione, e avevano organizzato un numero di truppe regolari e piccoli coltivatori a cavallo da schierare. La presenza militare comprendeva 600 uomini del 15th The King's Hussars, diverse centinaia di fanti, un'unità del Royal Horse Artillery dotata di due cannoni da sei libbre, 400 coltivatori a cavallo del Cheshire, 400 poliziotti volontari e 120 cavalieri del Manchester and Salford Yeomanry. Questi erano una milizia relativamente inesperta reclutata tra i negozianti e i commercianti locali, i più numerosi dei quali erano pubblicani. Recentemente derisi dal Manchester Observer come sciocchi servi dei forti, "abbigliati come pettirossi" nelle loro uniformi militari, essi venivano variamente descritti come "giovani teste calde, che si erano offerte volontariamente per quel servizio a causa del loro odio verso il radicalismo" o dal The Guardian come "i più giovani membri del partito Tory in armi". Lo scrittore socialista Mark Krantz li descrive come "la locale business mafia a cavallo" mentre R. J. White li definì spregiativamente come "esclusivamente formaggiari, negozianti di ferraglia e fabbricanti di recente arricchimento, (dei) quali il popolo di Manchester... ne pensava... come a una burla".
Il British Army nel nord era sotto il comando generale di Sir John Byng. Avendo inizialmente appreso che l'incontro era previsto per il 2 agosto, scrisse al Home Office dichiarando di augurarsi che i magistrati di Manchester mostrassero fermezza in quel giorno, affermando:
La data di incontro riveduta al 16 agosto, coincideva tuttavia con la sua prevista visita alle corse dei cavalli a York, un evento alla moda in cui Byng avrebbe partecipato a due gare. Scrisse ancora una volta al Home Office, dicendo che sebbene se lo si fosse ritenuto davvero necessario fosse ancora pronto a essere al comando a Manchester il giorno della manifestazione, aveva assoluta fiducia nel suo vice comandante, il tenente colonnello Guy L'Estrange..

### La manifestazione
La folla che si riunì a St. Peter's Field arrivava in contingenti disciplinati e organizzati. In ogni villaggio o cappella erano stati fissati un tempo e un luogo di incontro, da dove i suoi membri procedettero verso i punti di raccolta nelle città o cittadine più grandi, e da lì a Manchester. I contingenti provenivano da tutta la regione, il più grande e "meglio abbigliato" dei quali era un gruppo di 10.000 persone che aveva viaggiato da Oldham, comprendente abitanti di Royton (che includeva una considerevole sezione femminile), Crompton, Lees, Saddleworth e Mossley. Altri contingenti considerevoli avevano marciato da Middleton, da Rochdale (6.000 persone) e da Stockport (1500-5000 persone). Il numero totale di presenti alla manifestazione è incerto e varia di parecchio secondo le fonti. I contemporanei stimarono la folla presente in un numero oscillante tre 30.000 a ben 150.000 unità mentre studiosi moderni oscillano tra 60.000 e 80.000. Lo studioso Joyce Marlow descrive l'evento come "L'incontro più numeroso che abbia mai avuto luogo in Gran Bretagna" e spiega che la cifra generalmente accettata di 60.000 corrispondeva al sei per cento della popolazione del Lancashire, o a metà della popolazione nelle immediate vicinanze Manchester.
La manifestazione nelle intenzioni dei suoi organizzatori e dei partecipanti doveva essere un incontro pacifico; Henry Hunt aveva esortato tutti i partecipanti "a non avere altre armi, che la consapevolezza delle proprie ragioni", tant'è che molti indossavano "il vestito della domenica. Samuel Bamford racconta così il momento in cui si presentò con il contingente di Middleton alla periferia della città di Manchester:
Sebbene alcuni osservatori, come il Rev. WR Hay, presidente delle Salford Quarter Sessions, avrebbero testimoniato che coloro che parteciparono alla riunione provenissero da tutto il Paese, altri, come John Shuttleworth, un produttore locale di cotone, stimavano che la maggior parte fossero di Manchester, un punto di vista che sarebbe stato confermato in seguito dalle liste delle vittime. Delle vittime di cui fu registrata la residenza, il sessantuno per cento viveva infatti in un raggio di tre miglia dal centro di Manchester.
Verso mezzogiorno furono inviati sul campo diverse centinaia di agenti speciali. Formarono due file tra la folla a pochi metri di distanza, nel tentativo di formare un corridoio attraverso la folla tra la costruzione in cui i magistrati stavano osservando l'incontro e la tribuna degli oratori, costituita da due carri uniti tra loro. Credendo che questo potesse essere stato formato come facile via attraverso la quale i magistrati avrebbero successivamente potuto inviare i loro rappresentanti per arrestare gli oratori, alcuni membri della folla allontanarono i carri dai poliziotti e si strinsero attorno al palco per formare una barriera umana.
La carrozza di Hunt arrivò alla riunione poco dopo le 13:00, e si fece strada verso la tribuna. A fianco di Hunt sullo stand degli oratori c'erano John Knight, un riformatore produttore di cotone, Joseph Johnson, l'organizzatore della riunione, John Thacker Saxton, capo editore del Manchester Observer, l'editore Richard Carlile e George Swift, riformatore e calzolaio. C'erano inoltre un certo numero di reporter, compreso John Tyas del The Times, John Smith del Liverpool Echo e Edward Baines Jr, il figlio del redattore del Leeds Mercury. Le prime società di riforma femminile erano state stabilite nelle aree tessili nel 1819 e le donne della Manchester Female Reform Society, vestite di bianco, accompagnarono Hunt sulla tribuna. La presidente della Society, Mary Fildes, era arrivata sulla carrozza di Hunt sventolando la sua bandiera.
A questo punto il St. Peter's Field, un'area di 14.000 yarde quadrate (11.700 m2), era pieno di decine di migliaia di uomini, donne e bambini. La folla intorno agli altoparlanti era così densa che "i loro cappelli sembravano sfiorarsi"; grandi gruppi di spettatori curiosi erano riuniti alla periferia della folla. Alcuni portavano striscioni con testi come "No Corn Laws", "Parlamenti annuali", "Suffragio universale" e "Voto a scrutinio". Il resto di Manchester era come una città fantasma, le strade e negozi erano vuoti.
L'unico striscione noto per essere sopravvissuto fino a oggi si trova nella biblioteca pubblica di Middleton; era portato da Thomas Redford, che fu ferito da una sciabola della yeomanry. Realizzato in seta verde con lettere dorate, su un lato dello stendardo è inciso Liberty and Fraternity e sull'altro Unity and Strength.

## Carica di cavalleria
«Quando ho scritto questi due dispacci, ho considerato in quel momento che le vite e le proprietà di tutte le persone a Manchester erano in grave pericolo. Ho preso questa decisione in considerazione del fatto che l'incontro faceva parte di un grande programma che si svolgeva in tutto il paese.»
William Hulton, il presidente dei magistrati che dalla casa assistevano a ciò che accadeva nel St. Peter's Field, osservò preoccupato l'entusiastica accoglienza che Hunt ricevette al suo arrivo alla manifestazione e questo lo incoraggiò ad agire. Emise un mandato di arresto per Henry Hunt, Joseph Johnson, John Knight e James Moorhouse. Ricevendo il mandato nelle sue mani, il funzionario di polizia Jonathan Andrews offrì la sua opinione secondo la quale la pressione della folla che circondava il palco avrebbe reso necessaria per la sua esecuzione l'assistenza militare. Hulton scrisse quindi due dispacci, uno al maggiore Thomas Trafford, l'ufficiale comandante della Manchester and Salford Yeomanry Cavalry, e l'altro al comandante militare generale a Manchester, il tenente colonnello Guy L'Estrange. I contenuti dei dispacci erano simili:

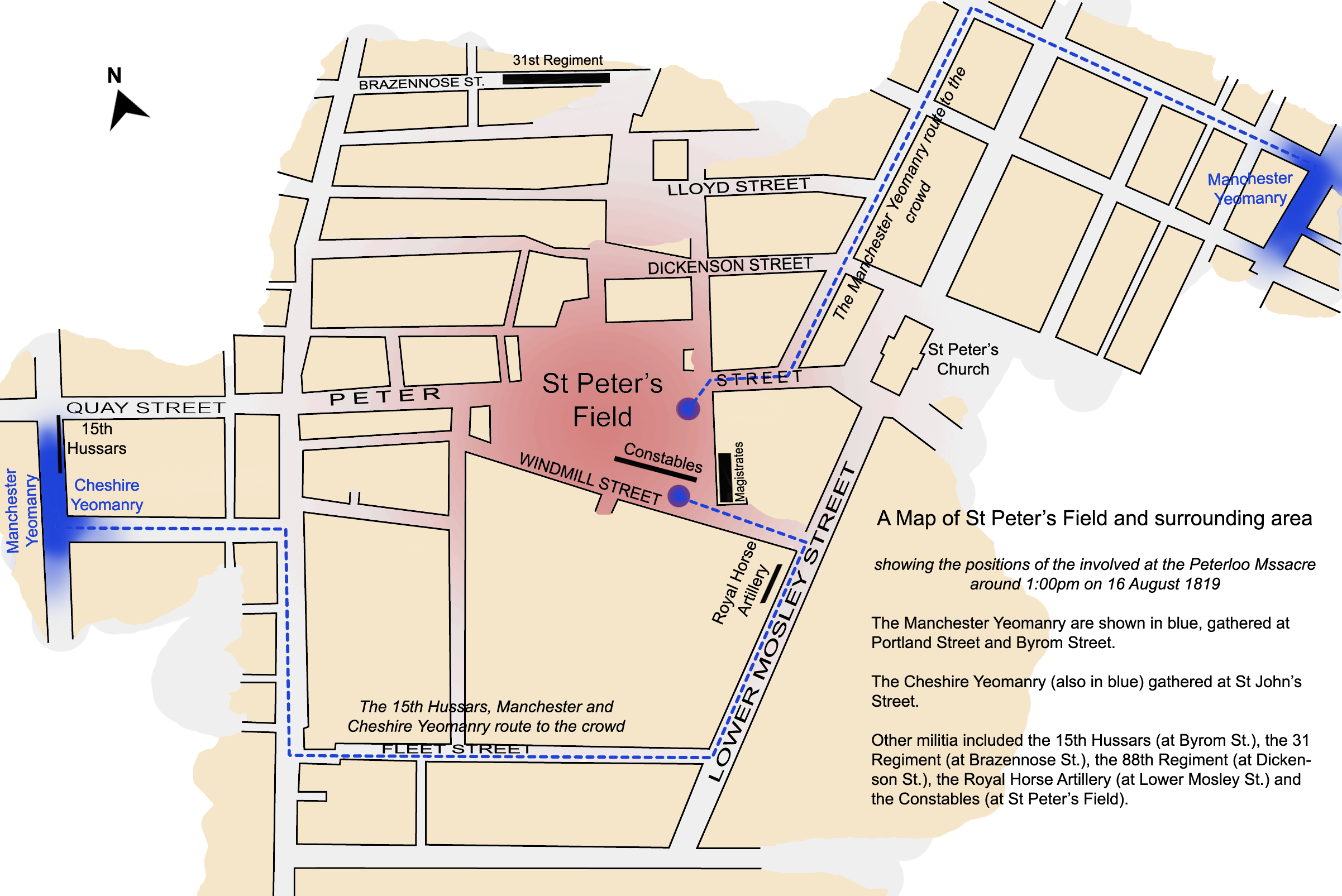
Una mappa di St Peter's Field e delle aree limitrofe, 16 agosto 1819

— Dispaccio inviato da William Hulton al maggiore Trafford della cavalleria del Manchester and Salford Yeomanry Cavalry.
I dispacci furono consegnati a due cavalieri che erano in attesa. Il comandante del Manchester and Salford Yeomanry Cavalry era di stanza a pochi passi da Portland Street e così ricevette l'ordine per primo. Essi sfoderarono immediatamente le loro spade e si diressero al galoppo verso St. Peter's Field; un soldato, in un frenetico tentativo di portarsi in avanti, gettò a terra una donna in Cooper Street, causando la morte di suo figlio cadutole dalle braccia, William Fildes, un bambino di due anni, che fu la prima vittima di Peterloo.
Sessanta cavalieri del Manchester, guidati dal Capitano Hugh Hornby Birley, il proprietario di una fabbrica locale, arrivarono alla casa di osservazione dei magistrati; alcuni rapporti sostengono che fossero ubriachi. Andrews, il capo commissario, dichiarò a Birley di avere un mandato di arresto che aveva bisogno di assistenza per l'esecuzione. A Birley fu chiesto di portare la sua cavalleria verso la tribuna per permettergli di portar via gli oratori; erano ormai le 13:40 circa.
Il percorso lungo il varco aperto dai funzionari di polizia verso la tribuna era stretto, e poiché gli inesperti cavalli venivano spinti sempre più tra la folla, gli animali si impennavano e si tuffavano in mezzo a questa, mentre la gente spaventata cercava di togliersi di mezzo. Il mandato d'arresto era stato dato al vice commissario di polizia, Joseph Nadin, che seguiva la cavalleria. Mentre questa si avvicinava al palco degli oratori, rimase bloccata nella folla e i cavalieri in preda al panico iniziarono a colpire i manifestanti con le loro sciabole.. Al suo arrivo sulla tribuna Nadin arrestò Hunt, Johnson e un certo numero di altri tra cui John Tyas, il reporter del Times. 

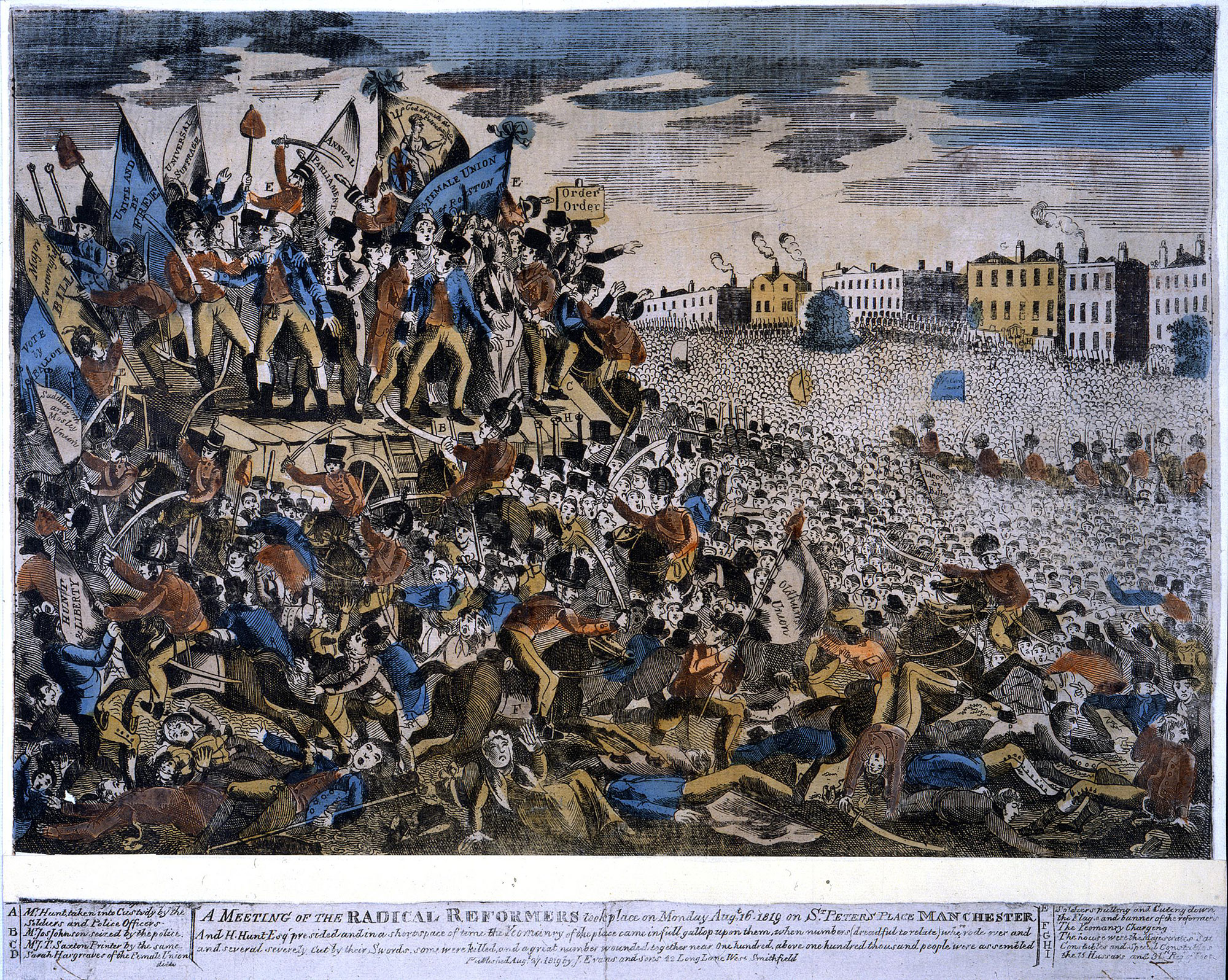
Una stampa pubblicata il 27 agosto 1819 raffigurante Henry Hunt mentre viene arrestato dalla polizia.

Il compito di eseguire il mandato d'arresto era stata raggiunto ma lo Yeomanry iniziò a distruggere gli striscioni e le bandiere presenti sul palco. Secondo Tyas, lo Yeomanry tentò quindi di raggiungere le bandiere tra la folla "menando per raggiungerli fendenti a destra e a sinistra nel modo più indiscriminato" - solo allora (secondo Tyas) furono lanciati blocchi di mattoni in direzione dei militari: da questo punto il Manchester and Salford Yeomanry perse ogni parvenza di disciplina.
Dal suo punto di vista privilegiato, William Hulton aveva percepito gli eventi in svolgimento come un'aggressione allo Yeonmary e, all'arrivo di L'Estrange alle 13:50, alla testa dei suoi ussari, ordinò loro di dirigersi nel campo a disperdere la folla con le parole: "Buon Dio, Signore, non vedete che stanno attaccando lo Yeomanry; disperdete la manifestazione!". Il 15th Hussars formò una linea che si estendeva lungo l'estremità orientale del St Peter's Field e caricò in mezzo alla folla. Più o meno nello stesso momento lo Cheshire Yeonmary caricò dal bordo meridionale del campo. In un primo momento la folla ebbe qualche difficoltà a disperdersi, poiché la principale via di uscita in Peter Street era bloccata da unità di fanteria del 88th Regiment of Foot, schierate con la baionette inastate. Qualcuno nella ressa sentì un ufficiale del 15th Hussars che, cercando di frenare l'ormai fuori controllo Manchester e Salford Yeomanry, i cui cavalieri "stavano tagliando tutti quelli che avevano a tiro", gridava: "Che vergogna! Che vergogna! Signori astenetevi, astenetevi! La gente non può scappare!".
D'altra parte, il tenente Jolliffe del 15th Hussars testimoniò: "Fu allora che vidi per la prima volta la truppa del Manchester Yeomanry; erano dispersi singolarmente o in piccoli gruppi sulla maggior parte del Field, letteralmente soverchiati e impotenti sia a mantenere un contegno che a fuggire; in effetti, erano in potere di coloro i quali erano stati comandati a intimidire e bastava solo uno sguardo per accorgersi della loro debole posizione, e della necessità di portarci in loro soccorso". In seguito Jolliffe avrebbe affermato che "...nove ferite da sciabola su dieci furono causate dagli Ussars ...tuttavia, una quantità di ferite molto maggiore derivava dalla pressione della moltitudine in rotta".
Entro dieci minuti la folla si era dispersa, al costo di undici morti e più di 600 feriti. Solo questi, i loro soccorritori e i morti furono lasciati indietro; una donna che viveva nelle vicinanze testimoniò di aver visto "una grande quantità di sangue". Nelle ore successive si verificarono rivolte nelle strade, di cui una molto seria a New Cross, dove le truppe spararono sulla folla che aveva attaccato un negozio appartenente a qualcuno che si diceva avesse preso uno degli striscioni delle donne riformatrici come souvenir. La pace non fu ripristinata a Manchester fino al mattino seguente, e a Stockport e Macclesfield le rivolte continuarono fino al 17. Quello stesso giorno ci fu una grande rivolta anche a Oldham, durante la quale una persona fu colpita e ferita.

## Vittime

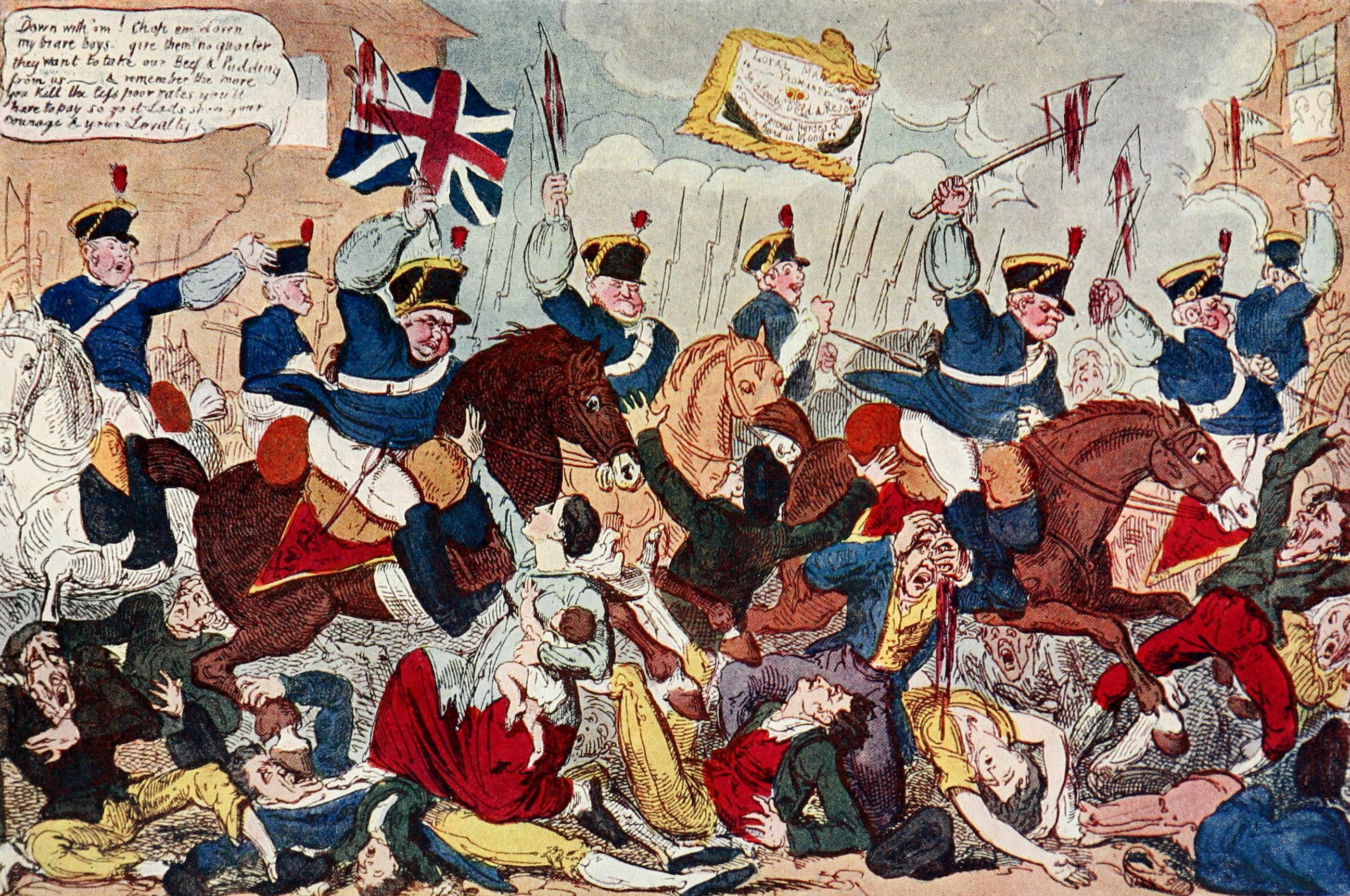
Caricatura di George Cruikshank raffigurante la carica al raduno.

Il numero esatto di coloro che furono feriti o morirono a Peterloo non è mai stato stabilito con certezza. Varie fonti sostengono 11-15 morti e 400-700 feriti. Il Manchester Relief Committee, un ente istituito per fornire soccorso alle vittime di Peterloo, fornì un numero di feriti pari a 420, mentre le fonti radicali ne elencavano 500. Il numero reale è difficile da stimare, anche perché molti dei feriti nascosero le loro condizioni per paura di ritorsioni da parte delle autorità. Per esempio tre dei sei figli di William Marsh, che lavoravano nella fabbrica appartenente al capitano Hugh Birley del Manchester Yeonmary, persero il posto di lavoro perché il loro padre aveva partecipato alla riunione. Un certo James Lees si presentò all'infermeria di Manchester con due gravi ferite alla sciabola alla testa, ma gli furono negate le cure e fu rimandato a casa dopo essersi rifiutato di ammettere, dietro l'insistenza del chirurgo, che "ne aveva avuto abbastanza delle manifestazioni di Manchester".
Una caratteristica peculiare della manifestazione a Peterloo fu il numero di donne presenti. Le società di riforma femminili si erano formate nell'Inghilterra del nord-ovest tra il giugno e il luglio 1819, le prime in Gran Bretagna. Molte delle donne vestivano distintamente in bianco e alcune avevano formato dei contingenti tutti al femminile e con i loro striscioni. Delle 654 vittime registrate, almeno 168 erano donne e quattro di loro morirono in St. Peter's Field o successivamente a causa delle ferite riportate. Si è stimato che meno del 12 per cento della folla fosse costituito da donne, suggerendo che furono a rischio maggiore di infortunio rispetto agli uomini in un rapporto di 3:1. Secondo Richard Carlile le donne furono particolarmente prese di mira, una visione apparentemente supportata dal numero di quelle che lamentarono ferite causate da armi.
Undici dei decessi registrati si verificarono sul St. Peter's Field. Altri, come John Lees di Oldham, morirono più tardi a causa delle loro ferite, e alcuni come Joshua Whitworth furono uccisi nel tumulto che seguì la dispersione della folla dal campo.

## Reazione e conseguenze

### Opinione pubblica
Il massacro di Peterloo è stato definito uno dei momenti decisivi della sua epoca. Molti dei presenti, compresi mastri locali, datori di lavoro e proprietari terrieri, furono inorriditi dalla carneficina. Una delle vittime, un operaio di Oldham ed ex soldato, John Lees, morto a causa delle ferite il 9 settembre, era stato presente alla battaglia di Waterloo. Poco prima della sua morte confidò a un amico che non era mai stato in pericolo come a Peterloo: "A Waterloo c'era l'uomo per l'uomo, ma qui si è trattato di omicidio vero e proprio." Quando la notizia del massacro cominciò a diffondersi, la popolazione di Manchester e dei quartieri circostanti si mostrò inorridita e indignata.
Dopo gli eventi a Peterloo, furono prodotti diversi oggetti commemorativi come piatti, brocche, fazzoletti e medaglie; questi ultimi furono indossati dai sostenitori radicali e tutti potrebbero anche essere stati venduti per raccogliere fondi per i feriti. Il People's History Museum di Manchester possiede in mostra uno di questi fazzoletti di Peterloo. Tutti gli oggetti ricordo riportano l'immagine iconica di Peterloo: cavalieri con le spade sguainate verso il basso che cavalcano infilzando i civili inermi mentre il verso della medaglia di Peterloo riporta un testo biblico:
(La Sacra Bibbia - Salmo 37:14)
Peterloo fu la prima manifestazione pubblica in Gran Bretagna in cui fossero presenti giornalisti di importanti giornali di città lontane e, nel giro di un giorno o poco più dall'evento, furono pubblicati resoconti a Londra, Leeds e Liverpool. I giornali di Londra e quelli nazionali condivisero l'orrore provato nella regione di Manchester e il sentimento di indignazione in tutto il paese divenne intenso. James Wroe, direttore del Manchester Observer fu il primo a definire l'incidente come il "massacro di Peterloo", coniando il titolo dopo aver creato l'ironico portmanteau, derivandolo da St Peter's Field e dalla battaglia di Waterloo che aveva avuto luogo quattro anni prima. Lo stesso Wroe scrisse anche degli opuscoli dal titolo The Peterloo Massacre: A Faithful Narrative of the Events. Proposti al prezzo di due pence ciascuno, esaurirono ogni ristampa pubblicata per 14 settimane ed ebbero una grande circolazione a livello nazionale. Sir Francis Burdett, un parlamentare riformista, venne incarcerato per tre mesi, accusato di una pubblicazione sul massacro definita sediziosa.
Percy Bysshe Shelley si trovava in Italia e non sentì parlare del massacro fino al 5 settembre. Il suo poema, The Masque of Anarchy, sottotitolato Written on the Occasion of the Massacre at Manchester, fu inviato per la pubblicazione sul periodico radicale The Examiner ma, a causa delle restrizioni imposte alla stampa radicale, rimase inedito fino al 1832, dieci anni dopo la morte del poeta.

### Politica
L'effetto immediato di Peterloo fu un giro di vite sulla riforma. Il governo incaricò la polizia e i tribunali di perseguire i giornalisti, la stampa e la pubblicazione del Manchester Observer. Wroe fu arrestato e accusato di produrre una pubblicazione sediziosa. Fu dichiarato colpevole e condannato a dodici mesi di carcere e al pagamento di una multa di 100 sterline. Contro il Manchester Observer furono intentati in tribunale casi giudiziari eccezionali e un continuo ricambio di sotto-redattori non fu una difesa sufficiente contro una serie di raid della polizia, spesso con il semplice sospetto che qualcuno stesse scrivendo un articolo radicale. Il Manchester Observer fu infine chiuso nel febbraio 1820.
Hunt e altri otto furono processati alla corte d'Assise di York il 16 marzo 1820, accusati di sedizione. Dopo un processo di due settimane, cinque imputati furono giudicati colpevoli. Hunt fu condannato a 30 mesi da scontare nella prigione di Ilchester; Bamford, Johnson e Healey furono condannati a un anno ciascuno, e Knight venne incarcerato per due anni con una successiva condanna.
Il 4 aprile 1822 un tessitore ferito a St. Peter's Field intentò una causa civile presso la corte d'Assise di Lancaster contro quattro membri del Manchester Yeomanry: il capitano Birley, il capitano Withington, Trumpeter Meagher e il soldato semplice Oliver. Furono tutti assolti, in quanto il tribunale statuì che le loro azioni erano state giustificate dalla necessità di disperdere una riunione illegale.

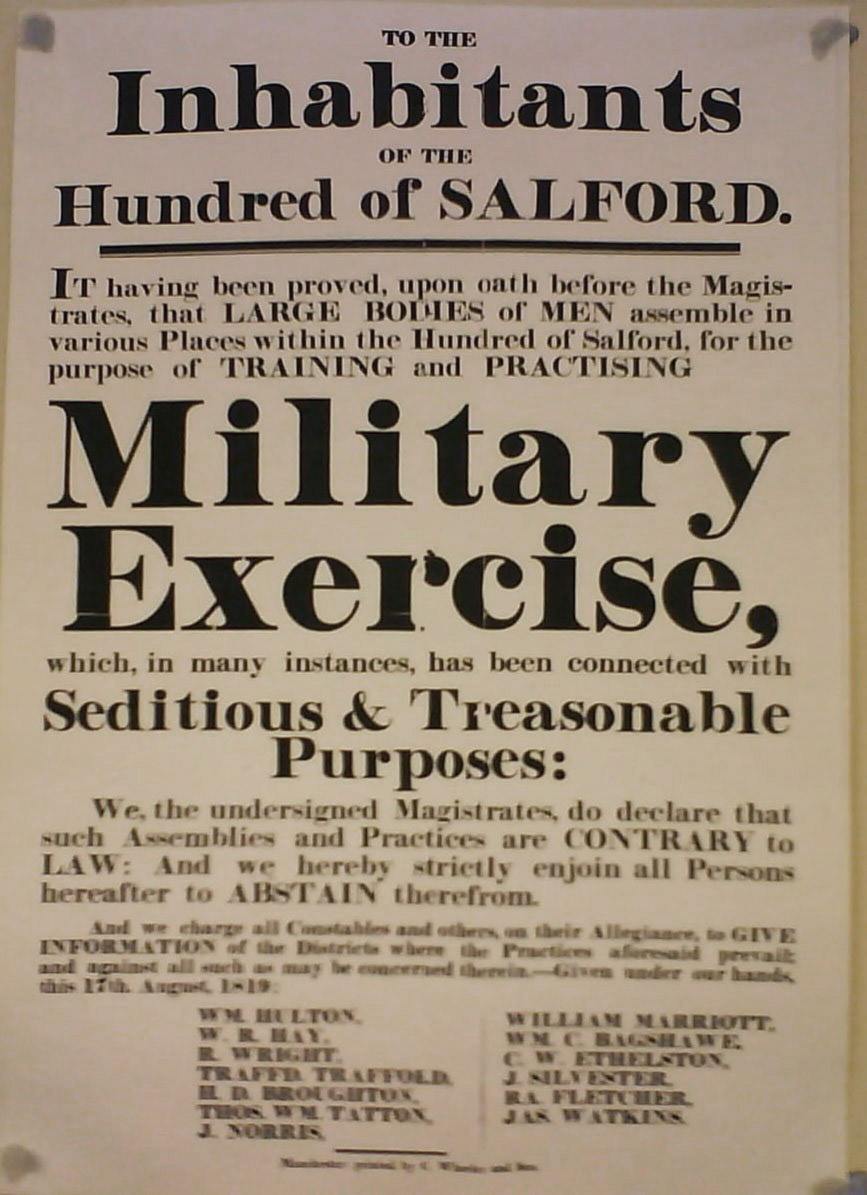
Avviso "agli abitanti di Hundred of Salford", pubblicato dai magistrati il giorno dopo il massacro.

Il governo dichiarò il proprio sostegno alle azioni intraprese dai magistrati e dall'esercito. I magistrati di Manchester tennero una riunione apparentemente pubblica il 19 agosto, in modo da poter pubblicare le risoluzioni a sostegno dell'azione che avevano intrapreso tre giorni prima. I commercianti di cotone Archibald Prentice (futuro redattore Manchester Times) e Assalonne Watkin (un futuro riformatore Corn Laws), entrambi membri del Little Circle, organizzarono una petizione di protesta contro la violenza al St. Peter's Field e per contestare la validità della riunione dei magistrati. Nel giro di pochi giorni aveva raccolto 4.800 firme. Ciononostante, il Segretario di Stato, Lord Sidmouth, inviò il 27 agosto ai magistrati i ringraziamenti del Principe Reggente per la loro azione nella "salvaguardia della pace pubblica". Quella sorta di dispensa pubblica fu accolta con rabbia e critiche feroci. Durante un dibattito a Hopkins Street, Robert Wedderburn dichiarò: "il Principe è uno sciocco con le sue Meravigliose lettere di ringraziamento... Quale che sia il principe reggente o il re, noi non vogliamo nessun re, egli è inutile per noi. In una lettera aperta, Richard Carlile scrisse:
Per alcuni mesi dopo il massacro di Peterloo, le autorità si convinsero che il Paese si stesse dirigendo verso una ribellione armata. A incoraggiarli in questa convinzione vi furono due sommosse abortite, a Huddersfield e Burnley, la Yorkshire West Riding Revolt durante l'autunno del 1820 e la scoperta e sventata Cato Street conspiracy, volta quell'inverno a far saltare in aria i ministri del regno. Entro la fine dell'anno, il governo avrebbe introdotto una legislazione, successivamente nota come i Six Acts, per sopprimere le manifestazioni e le pubblicazioni radicali e, entro la fine del 1820, ogni significativo riformatore radicale appartenente classe operaia era in prigione; le libertà civili erano diminuite a un livello persino inferiore rispetto a quello prima di Peterloo. Lo storico Robert Reid scrisse che "non è fantasioso confrontare le restrizioni alla libertà del lavoratore britannico nel periodo post-Peterloo all'inizio del diciannovesimo secolo con quelle dei neri sudafricani nel periodo post-Sharpeville della fine del XX secolo."
Il massacro di Peterloo influenzò anche la denominazione del Cinderloo Uprising, avvenuto nel 1832 nel Coalbrookdale Coalfield dell'est Shropshire. La rivolta vide 3000 operai protestare di fronte allo Shropshire Yeomanry; lo scontro causò la morte di tre manifestanti.
Una conseguenza diretta di Peterloo fu la fondazione nel 1821 del giornale Manchester Guardian, da parte del gruppo Little Circle formato da uomini d'affari non-conformisti di Manchester, diretti da John Edward Taylor, testimone del massacro. Il prospetto che annunciava la nuova pubblicazione proclamava che "avrebbe imposto con zelo i principi della libertà civile e religiosa, (...) sostenendo con vigore la causa della Riforma (...) impegnandosi a contribuire alla diffusione dei giusti principi di Politica Economica e (...) sostenendo, a prescindere dal partito da cui venissero promosse, tutte le misure utili."
Eventi come il Pentrich rising, la marcia dei Blanketeers e gli Spa Fields riots, servono tutti a quantificare l'ampiezza, la diversità e l'ampia scala geografica della domanda di riforme economiche e politiche in quel momento storico.
Peterloo non ebbe alcun effetto sui tempi della riforma ma, a tempo debito, furono soddisfatte tutte tranne una, l'elezione annuale dei parlamentari, le richieste originarie dei riformatori. In seguito al Great Reform Act del 1832, il Manchester parliamentary borough elesse i suoi primi due deputati. Si presentarono cinque candidati, tra cui William Cobbett e furono eletti i whig, Charles Poulett Thomson e Mark Philips. Manchester divenne un Municipal borough nel 1837, e ciò che rimaneva e ciò che rimaeneva dei diritti feudali di corte fu acquistato dal consiglio comunale nel 1846.
D'altra parte, R. J. White riaffermò il vero significato di Peterloo come il punto di svolta per la conversione finale della provinciale Inghilterra verso la lotta per il rafforzamento della classe lavoratrice. "La nave che aveva virato e giaceva da tempo tra i banchi e le secche del luddismo, delle marce della fame, degli scioperi e dei sabotaggi, stava arrivando in porto"; "D'ora in poi, il popolo avrebbe dovuto sostenere con vigore sempre maggiore quel grande movimento che, tappa dopo tappa nel corso del diciannovesimo secolo, avrebbe imposto un nuovo ordine politico alla società"; "Con Peterloo e la fine della Reggenza, la riforma parlamentare era diventata maggiorenne".

## Commemorazione
La bandiera di Skelmanthorpe, che si ritiene sia stata fabbricata a Skelmanthorpe, nel West Riding di Yorkshire nel 1819, fu creata per onorare le vittime del massacro di Peterloo e venne fatta sventolare in occasione di riunioni di massa tenute nella zona per chiedere la riforma di Parlamento.
Il Free Trade Hall, sede originaria della lega anti Corn Law, fu costruito come un "cenotafio sollevato sulle ombre delle vittime" di Peterloo. Fino al 2007 il massacro era commemorato da una targa blu sul muro dell'attuale edificio, il terzo ad occupare il sito, oggi sede di un hotel. Il memoriale fu sempre considerato non appropriato perché si riferiva all'incidente come a una semplice dispersione di una manifestazione e le vittime e il numero di morti erano state completamente omesse. In un sondaggio del 2006 condotto dal The Guardian, Peterloo arrivò secondo dietro alla St. Mary's Church di Putney, sede dei dibattiti di Putney del 1647, come evento della storia britannica radicale che più meritava un vero monumento. L'eufemistica descrizione riportata sulla placca blu, fu definita dal comico Mark Thomas come «un atto di vandalismo storico simile a quello operato da Stalin con la cancellazione con l'aerografo dei dissidenti dalle fotografie ufficiali del regime in Unione Sovietica ». Fu quindi intrapresa una campagna per fare pressioni al fine di ottenere un monumento più appropriato alla commemorazione del massacro di Peterloo, descritto come la piazza Tiananmen di Manchester.
Nel 2007 il Manchester City Council sostituì la targa blu originale con quella rossa, dando un resoconto più completo degli eventi del 1819. È stata svelata il 10 dicembre 2007 dal sindaco di Manchester, Glynn Evans. Sotto il titolo "St. Peter's Fields: The Peterloo Massacre", recita così:

## Nella cultura di massa
Nel 1969, in occasione del centocinquantesimo anniversario del massacro, il Trades Union Congress commissionò al compositore britannico Sir Malcolm Arnold di comporre la Peterloo Overture. Altre commemorazioni musicali includono "Ned Ludd part 5" nell'album Bloody man degli Steeleye Span.
Il film Peterloo (2018) di Mike Leigh ricostruisce la storia del massacro.